# Károly Egyetem
A Károly Egyetem (röviden: CUNI; csehül: Univerzita Karlova, latinul: Universitas Carolina), korábban Prágai Egyetem (latinul: Universitas Pragensis) a legnagyobb egyetem Csehországban. Ez a világ egyik legrégebbi, folyamatosan működő egyeteme. Napjainkban az egyetem 17 karból áll, amelyek Prágában, Hradec Královéban és Plzeňben találhatók.
Rangsorokban a Quacquarelli Symonds kutatásai szerint a Károly Egyetem Csehországban és Kelet-Európában az 1., világszinten a 246. legjobb egyetem 2025-ben. Az egyetemnek 3 Nobel-díjas alumnija van. Itt tanult IV. Károly magyar király, Edvard Beneš csehszlovák elnök, Rainer Maria Rilke költő, Franz Kafka és Karel Čapek írók, Nikola Tesla fizikus és Husz János vallási reformátor, valamint Görgey Artúr és Maléter Pál hadügyminiszterek is.

## Az egyetem története

### Kezdetek (Alma Mater Carolina)
A Prágai Egyetemet legalább három aktussal alapították: VI. Kelemen pápai bullájával, amit 1347. január 26-án adott ki, Avignonban, IV. Luxemburgi Károly 1348. április 7-i alapítólevelével, végül az Eisenachi diplomával 1349. január 14-én. Legkésőbb a 19. század közepétől az 1348. április 7-i dátumot ünneplik az alapítás időpontjaként.
Létrehozásának mintái a párizsi, bolognai és nápolyi egyetemek voltak. Előbb a szabad művészetek („artista”) oktatásával kezdtek, majd a hallgatók tanulmányaikat folytathatták a teológiai, jogi vagy orvosi karon. A döntéshozatal érdekében a diákokat és a tanárokat egyaránt 4 „nemzetre” osztották, származási helyük szerint, mivel az egyetem IV. Károly császár egész birodalmát volt hivatott szolgálni.
Az oktatás ugyan már 1347-ben elkezdődött, viszont lassan indult be komolyabban. 1366-ban alapították a Károly kollégiumot és 1383-ban kezdték építeni ennek épületegyüttesét, a Karolinumot. IV. Vencel 1409-ben a Kutná Hora-i dekrétumával a döntéshozatalt a csehek javára szabályozta és az idegenekét korlátozta, ennek következménye az lett, hogy számos diák és professzor hagyta el Prágát és létrehozták a Lipcsei Egyetemet, valamint a Bécsi ill. Heidelbergi Egyetem sorait erősítették. Emiatt az egyetem homogénebbé vált mind a nemzeti összetétel (cseh), mind vallási szempontból (huszita utrakvisták), ami nemzetközi izolációjához vezetett.
A király és az érsek hatalmi harcában Husz János a király oldalára állt, ennek során őt és néhány társát megégették, ami közfelháborodáshoz vezetett. Ezek után 1417-ben az egyetem a huszitizmus oldalára állt, így a pápa 1418-as oktatási tilalmát figyelmen kívül hagyták. 1422-ben Jan Želivský lefejezését követően a tanárokat bebörtönözték vagy elűzték. 1431-ig a helyzet nem is javult, 1447-ben azonban megbékéltek a pápával, aki engedélyezte (elismerte) az oktatási tevékenység felélesztését. 1448-ban Podjebrád György elfoglalta Prágát, aminek a következménye a külföldi oktatók újbóli elmenekülése volt.
A 15. századi huszita háborúkban az egyetem elvesztette javainak nagy részét, csupán művészeti kara volt és bár itt működött néhány kiemelkedő tudós is, legfőképpen tanárképzés folyt. A diákok ellenben 1471–1526 között egytől egyig utrakvisták voltak. Az egyetem hatalma a városi vezetéstől függött, így 1547-ben I. Ferdinánd az intézményt is megbüntette.
A 1536-ban Prágában létrejött jezsuita kollégiumnak Ferdinánd 1562-ben privilégiumokat adományozott, melyeket 1581-ben II. Rudolf is megerősített, s II. Mátyás 1616-ban egyetemi rangra emelt. A jezsuiták erős kézzel irányították intézményüket, eredményeiket pedig külföldön is elismerték. Emiatt erős nemzetközi konkurenciával kellett az egyetemnek megbirkóznia. 1618-ban ugyan a jezsuitákat elkergették, de 1620-ban a sikertelen felkelés után visszatértek és az egyetemet 1622-ben az uralkodó visszaadta nekik. Ez ellen azonban pápai támogatással az érsek tiltakozott.
1638-ban III. Ferdinánd elvette az irányítást a jezsuitáktól és megújította működését a jogi és az orvosi kar is. 1648-ban mindkét egyetem diákjai részt vettek Prága védelmében a svéd ostrom alkalmával, majd kérték az egyetemek egyesítését. Ez végül 1654-ben Károly-Ferdinánd Egyetem néven sikerült, de az intézmény működését később is érték kritikák.

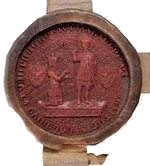
A Károly Egyetem pecsétje, 1360 körül

### A felvilágosodástól Csehszlovákia megalakulásáig
1740 után az iskolaügyek reformját Mária Terézia személyi orvosa vezényelt le. Az egyetemeket az állam érdekeinek szolgálatába állították: uniformizálták őket és fokozatosan elvették önrendelkezési jogaikat. Az érsek egyetemi befolyását is korlátozták, majd végül 1747-ben az egyetemet teljesen az állam jogkörébe sorolták. A reformok ellen fellépő jezsuitákat 1773-ban pápai rendelet oszlatta fel. A volt jezsuitákat elbocsátották a teológiai karokról, ami negatívan hatott az oktatás minőségére. Ezek után minden előadó professzor Csehországból származott, a külföldi diákok száma pedig drasztikusan lecsökkent.
II. József császár alatt az egyetemet kivonták az egyház felügyelete alól és az állami szervek részévé vált. Az 1781-ben kiadott türelmi rendelet alapján a nem katolikusok is továbbtanulhattak. Az egyetemek elsődleges feladatai az állami hivatalnokok, bírák, tanítók, orvosok és papok képzése lett. 1784-ben a Károly Egyetem elvesztette jogi és gazdasági önállóságát. A császár bevezette a kötelező előadásokat, kötelezővé tette a német nyelvet és az egységes tankönyvhasználatot. 1791-ben az oktatás felügyeletét a rektorból, a dékánokból és az állam által megbízott személyekből álló tanács vette át, és erre bízták a cenzorátust (ellenőrzést) is.
Az 500 éves évfordulóra elkészült Václav Vladivoj Tomek történész munkája az egyetem történetéről, valamint felavatták IV. Károly szobrát is. A forradalom szele azonban elérte Prágát is. A Napóleon elleni harcokban született nemzeti eszmék felszínre jutottak a diákság körében és a bécsi diákfelkelés után március 15-én az egyetem petíciót adott ki a felekezeti és nyelvi egyenlőtlenségek eltörlésére. A cseh diákság júliusban radikalizálódott, de fellángolásukat hamar eltiporták. 1849-ben a drezdai zavargásokat újabb letartóztatások követték. Prágában rendkívüli állapotot hirdettek ki.
1849-ben végrehajtották Leo Thun miniszter reformját, mely a berlini Humboldt-modellt alapul véve lényegében egészen a második világháborúig érvényben volt. Ezen modell alapján a karokat a professzorok tanácsa vezette, akik a dékánt is választották. Az egyetemet a szenátus irányította, melynek tagjai a rektor, dékánok, prodékánok és egyéb képviselők. A rektor személye cserélődött a négy kar között. Ezen reform bizonyos szabadságot adott az egyetemeknek és javított az oktatók helyzetén, akiknek a tudományos munkájára helyezte a hangsúlyt. A professzorok jelölésekor a császár és minisztere három név közül választhatott. A Károly Egyetemen azonban kevés kivételtől eltekintve a német oktatókat hagyták érvényesülni, annak ellenére, hogy a bölcsész és a teológiai karon, amelyek a szegényebb rétegeket is befogadták, túlnyomórészt csehek tanultak. Ellenben a jogi és az orvosi karokon a gazdagabb városi németek kerültek többségbe. Ezen mutatók vezettek a cseh gimnáziumok számának növekedéséhez, valamint a helyzet liberalizációjához, 1860-ban.
A külföldi egyetemek mintájára a csehek is szerették volna egyenrangúvá tenni nemzeti nyelvük használatát a felsőoktatásban. 1864-ben Jan Evangelista Purkyně petíciót intézett az országgyűléshez, később pedig egyenesen az egyetem kettéosztásán gondolkodott. 1869-től az egyetemi közlemények mindkét nyelven megjelentek, majd 1873-ban miniszteri rendelet keltette életre azon cseh kommissziót, mely a gimnáziumi professzorok kiválasztását felügyelte.
Jelentős szerepet játszottak ebben az időben a diákközösségek és az újságok. 1849-ben alakult az Akadémiai Olvasókör, 1853-tól jelent meg Purkyně lapja a Živa (szláv istennő), 1861-ben alakult meg a Matematika és Fizika Egyesület, 1872-ben pedig a Cseh Kémikusok Egyesülete. 1868-ban jött létre a Cseh Filológusok Egylete, 1869-ben a Természettudományi-, 1872-ben pedig a Történelem Klub. Itt formálódtak a cseh szakkifejezések és a cseh nyelvű szakirodalom. Bizonyos egyesületek tankönyveket is kiadtak, melyek bevételét szakfolyóiratok és szakkönyvtárak finanszírozására fordították. 1848-hoz képest, amikor is talán összesen 6 cseh nyelvű folyóirat volt, nagy előrelépés tapasztalható már 1877-ben, amikor rendszeresen legalább 177 folyóirat és évente körülbelül ezer könyv jelenhetett meg cseh nyelven. 1860 és 1874 között jött ki a Rieger vezette 11 kötetes Slovník naučný (tudományos szótár), amely a cseh tudományos világ fejlettségéről ad tanúbizonyságot.
Amikor 1879-ben a konzervatív cseh képviselők felhagytak a passzív rezisztenciával, kormányának támogatásáért cserébe Eduard Taaffe miniszterelnök felajánlotta a cseh egyetem rendezését. Előbb csupán a professzorok közösségében és a szenátusban szerettek volna cseh szekciót, azonban ez elbukott a német professzorok ellenállásán, akik az egyetem kettéválasztását javasolták. Ezt a császár 1881. április 11-én rendelte el, ezt hosszú egyezkedés, majd 1882-ben törvény követte. Minden professzornak nyilatkoznia kellett, hová szeretne tartozni, velük ment az az intézet, ahol dolgoztak. Csak a könyvtár és a botanikus kert maradt közös használatú.
Mindkét bölcsészkar a Klementinumban, mindkét jogi kar a Karolinumban maradt, a nagy termet az egyetemek felváltva használták. A történelmi jelképek a német egyetemhez kerültek; ezekről a cseh rész számára másolatokat készítettek. A cseh egyetem első rektora Václav Vladivoj Tomek lett. Az első két évben 1055 diák tanult 2, de 1883-ban már az orvosival kiegészülve 3 karon, 1481 hallgatóval, míg a német egyetemnek ekkor csak 1368 hallgatója volt. 1895-re a cseh egyetem megduplázta hallgatóinak számát. A Teológiai Kar felosztását hosszan ellenezte Friedrich Schwarzenberg bíboros, aki amellett érvelt, hogy a papoknak mindkét nyelvet ismerniük kell, és bárhol az országban helyt kell állniuk. A szétválasztásra végül 1891-ben került sor.
A szétválasztása a legtöbb gyakorlati problémát az Orvosi Karnak okozta. Annak ellenére, hogy a békés időszak alatt a cseh és német hallgatók aránya a 7:3-hoz tolódott el, az Orvosi kar több részlege a német egyetemhez került. Ezért az első világháborúig a Természettudományi Karral együtt több épületet kapott.
1897-től nők is tanulhattak a bölcsészkaron, melyen 30 év alatt enyhe többségbe kerültek, legfőképpen a nyelvi szakokon. Ugyanebben az évben Kasimir Felix Badeni osztrák miniszterelnök rendelkezett a cseh nyelv cseh hivatalokban való egyenrangúvá tételéről. Ezen reform azonban nehezen volt végrehajtható és ellenérzéseket váltott ki, ezért két év múlva visszavonták, ami csak tovább élezte a nemzetek közti ellentéteket.
Az első világháború érzékenyen érintette az egyetem életét, mivel az oktatók egy része és a hallgatók többsége bevonult. Így mindkét egyetemen csak néhány száz hallgató tanult. Ezen felül utánpótlási gondokkal is küzdöttek, valamint a politikai feszültségek is nőttek. 1915-ben a cseh egyetem megfosztotta Masarykot titulusaitól, és elbocsátotta. A háború folyamán a diákszövetségek is szembekerültek egymással.

### Az első csehszlovák állam és a Cseh Protektorátus alatt
A csehszlovák állam létrejötte után egy 1920-as törvény szerint a Károly Egyetem nevet a cseh egyetemre ruházták, minden történelmi dokumentum és jelkép hozzá került, míg a tulajdont a diákok száma alapján újraosztották a cseh és a német egyetem között. A német egyetem nevéről nem döntöttek és a Liberecbe való elköltözést visszautasították. Ez végül 1938-ban történt meg. Közép-Európában ekkoriban ez volt az egyetlen nemzetiségi egyetem.
1920-ban a bölcsész karból kivált a természettudományi kar. Általánosan javultak az egyetem és a diákkollégiumok helykörülményei, valamint a nők továbbtanulási lehetőségei is. A diákok száma 8-12 ezer között mozgott a nők aránya körülbelül 10% lehetett a jogi, 20% az orvosi és természettudományi és majdnem 50% a bölcsész karon. Ezen kívül kb. 10% külföldi is tanult az egyetemen, valamint majd ugyanennyi szlovák nemzetiségű is. Voltak azonban gyűlölködő hangok is az „idegenekkel” szemben.
1922-től az osztrák frakk helyett a talárok viseléséhez tértek vissza, fekete volt az akadémikusok és piros a rektor számára. 1925-ben habilitált az első nő az egyetemen, később 1933-ban professzorrá nevezték ki.
A Müncheni egyezmény (1938) és az utána következő náci megszállás (1939) után sok professzor tért vissza Prágába. Már ekkor kitiltották a zsidókat az egyetemről, majd a német egyetem visszavette a jelképeket a csehtől. 1939. szeptember 1-jén egy sor professzort letartóztattak, majd az október 28-i felvonulásba belelövettek, aminek következtében 2 diák meghalt. Temetésük még nagyobb felvonuláshoz vezetett. Ezt követően a nácik 9 diákvezetőt bírósági tárgyalás nélkül agyonlőttek, majdnem 1200 diákot pedig a sachsenhauseni koncentrációs táborba hurcoltak el és 3 évre bezáratták az összes cseh felsőoktatási intézményt. Az épületeket az SS elfoglalta, így az ott dolgozók a személyes holmijaikat sem tudták elvinni. Nagy részét a német egyetem kapta.
A cseh professzorok és diákok közül csak egy kis rész menekült meg. Ők emigráltak, egy részük Angliában újra egyesült és 1941. november 17-én nemzetközi diáknapot tartottak. Nagy-Britanniában 50 csehszlovák diák tudta befejezni tanulmányait, ők Oxfordban végeztek 1943–44-ben.

### A második világháborútól napjainkig
A háború után a német egyetemet megszüntették, javait az állam a Károly Egyetem számára kobozta el, viszont a történelmi dokumentumok egy része ekkor eltűnt, az alapítólevelet is beleértve. A diákok száma rohamosan növekedett, azonban az 1948-as kommunista hatalomátvétel után a negyedüket számos oktatóval együtt elbocsátották. Zdeněk Nejedlý miniszter 1950-es radikális reformjai is a szovjet mintát követve bevezették a kötelező oktatási programokat, vizsgákat és az egyetemet az államnak rendelték alá. Az 1966 és 1969 közti liberalizációs törekvések után a Károly Egyetemet is elérte az ún. normalizáció, ami újabb elbocsátásokat vont maga után a diákság és az oktatók körében. Nagyobb támogatásban csupán a természettudományok részesültek, létrejött a Matematika-Fizika kar, az Atomfizikai kar, később pedig a Testnevelés és sport kar.
A bársonyos forradalom után, melyben a prágai diákság is részt vett, megújult az akadémiai szabadság, a szenátus, a vezetők szabad választása és 1998-ban az állami felsőoktatási intézményeket nyilvános szabad főiskolákká és egyetemekké alakították, saját vagyonnal és önrendelkezéssel. A diákság létszámának gyors emelkedését azonban nem követte a pénzügyi növekedés illetve a beruházások, így több kar is helyhiányban szenved. Újból felélénkültek a megszakított nemzetközi kapcsolatok, köztük a diákcsere programok (külföldi tanulmányi ösztöndíjak) és egyre inkább a tudományos tevékenységre helyeződik a hangsúly, ahol a Károly Egyetem kiemelkedő helyet foglal el.
Egy 1990-es törvény szerint az egyetem hivatalos neve prágai Károly Egyetem (Univerzita Karlova v Praze).
2023. december 21-én 15 halálos áldozatot követelő ámokfutás történt az egyetem művészeti karán. A lövöldözés után december 23-ára nemzeti gyásznapot hirdetett a cseh kormány.

## Híres tanárai
- Jan Gebauer
- Jan Rypka (1886-1968) cseh orientalista, műfordító, az iránkutatás és turkológia professzora

## Híres diákjai
- Edvard Beneš (1884–1948) Csehszlovákia 2. elnöke
- Jaroslav Böhm (1901-1962) cseh akadémikus, egyetemi docens és régész. A Csehszlovák Régészeti Intézet igazgatója
- Max Brod (1884–1968) prágai német író
- Karel Čapek (1890–1938) író
- Göllner Erzsébet (1905-1944) szlovák irodalomtörténész, hungarológus, műfordító
- Bohumil Hrabal (1914–1997) író
- Marián Hronský (1940-2012) szlovák történész
- Husz János (1369–1415) vallási reformátor
- Jan Janský (1873–1921) a vércsoportok felfedezője
- Franz Kafka (1883–1924) író
- IV. Károly magyar király (1887–1922) az utolsó osztrák császár
- Egon Erwin Kisch (1885–1948) prágai német író és újságíró
- Jaromír Korčák (1895–1989) geográfus, demográfus és statisztikus
- Ľudmila Kraskovská (1904–1999) régésznő
- Milan Kundera (1929) író
- Lacza Tihamér (1948) felvidéki magyar publicista, műfordító
- Nagy Barna (1906-1980) művészettörténész
- Evžen Neustupný (1933-2021) cseh régészprofesszor.
- Novák Margaréta (1958) lévai történész, régész, muzeológus
- Peres Imre (1953) református lelkész, vallástörténész, egyetemi tanár
- Jan Evangelista Purkyně (1787–1869) biológus
- Schöney Lázár (1838-1914) vezető katonaorvos az amerikai polgárháborúban
- Sinkó Ferenc (1912-1990) író, szerkesztő, műfordító
- Vladimír Šmilauer (1895-1983) cseh nyelvész, bohémista.
- Alois Vojtěch Šmilovský (1837–1883) író
- Nikola Tesla (1856–1943) feltaláló, fizikus
- Vladislav Vančura (1891–1942) író
- Vladimír Wagner (1900-1955) művészettörténész professzor, műemlékvédő, pedagógus.
- Herbert Weinelt (1910-1943) csehországi német történész, filológus, várkutató, katona.

## Magyar vonatkozásai

### Hallgatói
- IV. Károly magyar király (1887–1922) az Osztrák–Magyar Monarchia uralkodója
- Görgei Artúr[7] (1818–1916) honvéd tábornok, Magyarország államfője, hadügyminisztere, az 1848-49-es szabadságharc egyik vezetője
- Maléter Pál (1917–1958) az 1956-os forradalom egyik vértanúja, a harmadik Nagy Imre-kormány honvédelmi minisztere
- Danczi Villebald József (1910-1977) bencés pap, tanár, iskolaigazgató, nyelvész.
- Kolbenheyer Tibor (1917–1993) geofizikus, asztrofizikus
- Kocsis Ernő festőművész
- Komoróczy Géza orientalista, író, történész
- Szellő István (1967–) újságíró, televíziós műsorvezető
- Zsilinszky Kázmér (1910-1985) magyar bencés szerzetes, gimnáziumi tanár, plébános

### Tanárai
- Nagyjeszeni Jeszenszky János (1566–1621) magyar származású orvosprofesszor. 1600-ban ő végezte az első nyilvános boncolást Prágában. 1617-ben az egyetem rektorává választották
- Blaskovics József (1910–1991) turkológus, modern turkológiai tanszékének alapítója

## Nobel-díjasai
- Carl Ferdinand Cori (1896–1984) biokémikus
- Gerty Cori (1896–1957) biokémikus
- Jaroslav Heyrovský (1890–1967) kémikus

## Belső felépítése
Karok
- Katolikus teológiai kar
- Evangélikus teológiai kar
- Huszita teológiai kar
- Jogi kar
- Első orvosi kar
- Második orvosi kar
- Harmadik orvosi kar
- Pilseni orvosi kar
- Hradec Králové-i orvosi kar
- Gyógyszerészeti kar
- Bölcsészettudományi kar
- Természettudományi kar
- Matematika-Fizika kar
- Pedagógiai kar
- Gazdaságtudományi kar
- Testnevelési kar
- Humán tudományok kara